# Rostyslav Pevtsov
Rostyslav Pevtsov (15 de abril de 1987) é um triatleta profissional azeri.

## Carreira

### Rio 2016
Rostyslav Pevtsov competiu na Rio 2016, ficando em 39º lugar com o tempo de 1:52.06